# Вирики-Полуд
Вирики-Полуд (пол. Wyryki-Połód) — село в Польщі, у гміні Вирики Володавського повіту Люблінського воєводства.

## Історія
У 1975—1998 роках село належало до Холмського воєводства.

## Населення
У 1943 році в селі мешкало 225 українців та 587 поляків.